# Capella de Sant Isidre (Sant Joan de les Abadesses)
La Capella de Sant Isidre o Pedró de Sant Isidre és una capelleta barroca de Sant Joan de les Abadesses (Ripollès) inclosa a l'Inventari del Patrimoni Arquitectònic de Catalunya.

## Descripció
Petita capelleta o pedró de planta quadrada amb teulat a dos vessants i amb un nínxol o obertura a la cara de tramuntana. Per sobre d'aquesta obertura i a la llinda principal, ja quasi arran de teulat hi ha la inscripció següent: "Consalba dirruhida, añ 1777".
Aquesta obertura és en forma d'arc de mig punt i té els cantons molt ben perfilats i treballats, i té una reixa de ferro que es tanca amb un forriac i que l'any 1993 encara es conservava.
L'interior de la minúscula capella o pedró era força gran i estava enrajolat i pintat, però actualment està molt malmès. En aquesta capelleta hi era venerada una imatge de Sant Isidre que actualment ja no hi és.

## Història
El pedró o capelleta de Sant Isidre de la casa de la Serra del Cadell fou construïda l'any 1777, tan com s'indica la llinda de la inscripció.
Al lloc on es va edificar el pedró hi havia hagut un mas de nom Consalba, derruït quan es construí el pedró, per això la inscripció diu "Consalba dirruhida". Es té constància de l'existència del mas per capbreus, censals i altres documents de l'arxiu del monestir de Sant Joan de les Abadesses i l'última data en què ve citat el mas habitat és a mitjans de segle xviii.
El pedró es va conservar fins a la guerra. Datació per font i per la data a la mateixa capella.